# Reptielenhuis De Aarde
Reptielenhuis De Aarde, of kortweg De Aarde, is een dierentuin in Breda. De dierentuin is vooral gespecialiseerd in reptielen.

## Diersoorten
In de dierentuin zijn verschillende soorten reptielen te vinden. Hieronder een overzicht van enkele soorten.
- Baardagame
- Breedvoorhoofdkrokodil
- Dwergkaaiman
- Fijileguaan
- Filipijnse waterleguaan
- Gebandeerde reuzenteju
- Hydrosaurus
- Kolenbranderschildpad
- Kroonbasilisk
- Netpython
- Neushoornleguaan
- Panterkameleon
- Sporenschildpad
- Theraphosa stirmi
- Tijgerpython
- Watervaraan